# Agence nigérienne de presse
Pour les articles homonymes, voir ANP.
L'Agence nigérienne de presse (ANP) est une agence de presse dont le siège est situé à Niamey, la capitale  du Niger.

## Présentation
L'ANP a été créée le 23 juillet 1987 avec pour mission la recherche, la collecte, le traitement et la diffusion de nouvelles nationales et internationales,.
En 2020, l'Agence nigérienne de presse a produit 1 539 dépêches.